# 弗雷尚代茨
弗雷尚代特（法語：Fréchendets）是法国上比利牛斯省的一个市镇，属于巴涅雷德比戈尔区（Bagnères-de-Bigorre）拉内默藏县（Lannemezan）。该市镇总面积2.02平方公里，2009年时的人口为33人。

## 人口
弗雷尚代特人口变化图示